# Front polar

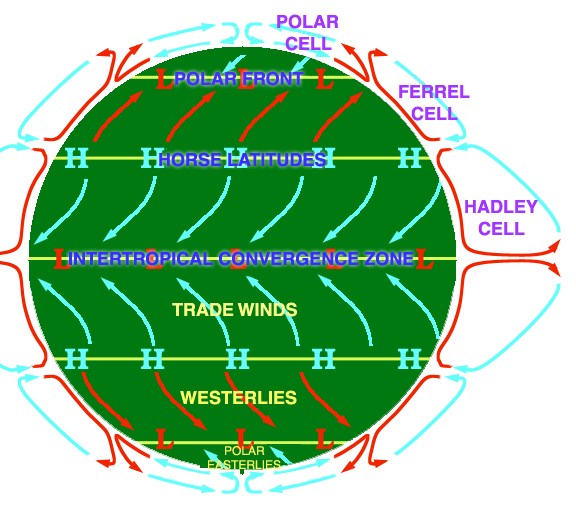
Circulació atmosfèrica

El front polar és un important front meteorològic. Es tracta d'una línia de discontinuïtat, generalment ondulada i amb grans interrupcions, que separa els vents del nord-est, d'origen polar, dels del sud-oest procedents de les baixes latituds. Les seves ondulacions constitueixen les depressions mòbils de la zona temperada.
El front polar separa les masses d'aire d'origen polar i les masses d'aire d'origen tropical. A l'estiu aquest front queda ubicat cap a la latitud dels 60° N, però a l'hivern davalla cap a latituds més baixes i arriba a la península Ibèrica.
Quan les dues masses d'aire diferents, una polar i una altra tropical, es troben adjacents no es barregen fàcilment; la tropical, o càlida i més lleugera, se superposarà a la freda, i més densa, i queda la superfície entre ambdues amb un petit pendent. La línia frontal prendrà forma ondulada i la massa càlida penetra i avança dins la freda (s'anomena front càlid) en alguns trams mentre en altres trams és la massa freda la que entra en la càlida (front fred). En quedar finalment la massa càlida com una llengua en la part superior del cicló es diu que hi ha hagut una oclusió, ja que s'han unit el front càlid i el front fred (front oclús). Generalment, al llarg de les línies de separació de masses d'aire es formen un seguit d'ondulacions que formen una família de ciclons o borrasques.
La majoria de les precipitacions de les zones temperades i de les polars són motivades pel pas d'aquestes borrasques.
El front polar presenta diferents característiques segons que l'aire polar sigui marítim (Pm), continental (Pc) i que el tropical sigui marítim (Tm) o continental (Tc); els marítims donen més precipitació. Els fronts en general i especialment el front polar, es desenvolupen bé quan hi ha un fort gradient horitzontal de temperatura i vents convergents. El corrent en Jet apareix estretament relacionat amb els fronts i especialment al polar.